# 吉村秀實
吉村 秀實（よしむら ひでみ、1941年3月19日 - ）は、フリージャーナリスト・防災評論家で、元NHK解説委員。
現役記者時代、社会部記者として様々な事件・事故の取材に携わり、いつしか防災の分野に深くかかわるようになった。

## 経歴
- 吉村公三郎（映画監督）の長男として東京に生まれるも、戦局悪化などもあり神奈川県逗子市に移り住み育った。
- 神奈川県立横須賀高等学校を経て、1963年 早稲田大学教育学部卒業、NHKに入局（静岡局記者）。
- 名古屋局記者。
- 東京本部報道局社会部記者。マリアナ海域漁船集団遭難事件、BOAC機富士山墜落事故、金嬉老事件、三島由紀夫事件、連合赤軍事件、日航ジャンボ機墜落事故、潜水艦なだしお事件などの事件・事故の取材を始め、熊本の大洋デパート火災、山形の酒田大火、日本坂トンネル火災事故、静岡駅前地下街爆発事故、ホテルニュージャパン火災、尼崎の長崎屋火災といった大規模火災、三宅島、伊豆大島、伊東市、雲仙普賢岳の火山噴火災害、宮城県沖地震、長野県西部地震、北海道南西沖地震、阪神・淡路大震災、サンフランシスコのロマプリータ地震、ロサンゼルスのノースリッジ地震など、数多くの災害現場でも取材にあたった。
- 1983年 『NHKニュースワイド』の首都圏キャスター。
- 1984年 『ニュースセンター630』・『ニュースセンター850』（いずれも首都圏）キャスター。
- 1988年 解説委員室解説委員（専門は防災問題）。
- 1991年 解説委員室解説主幹。
- 1996年 『週刊ハイビジョンニュース』編集長兼キャスター。
- 2000年 『NHKラジオ夕刊』編集長兼キャスター、富士常葉大学環境防災学部教授。
- 2000年 定年退職。
- 現在はフリージャーナリストとして、主に防災・安全の分野に関わっており、原子力安全委員会・防災部会委員、財団法人都市防災研究所理事、国際交通安全学会顧問を務めるほか、スターバックスコーヒージャパン株式会社の常勤監査役も務めている。

## 著書
- 「ニュースのことば」（共著・日本出版協会）
- 「日本・死者急増〜第2次交通戦争の構造」（共著・日本出版協会）
- 「原発ごみはどこへ」（共著・電力新報社）